# Guşgy
Guşgy (turkm. Guşgy derýasy, dari: دریای کشک, Darja-je Koszk; ros. Кушка, Kuszka) – rzeka w północno-zachodnim Afganistanie (prowincja Herat) i południowym Turkmenistanie (wilajet maryjski), lewy dopływ Murgabu. 
Bierze swój początek w górach Safed Koh w Afganistanie, uchodzi zaś w zachodniej części wyżyny Garabil na terytorium Turkmenistanu. Długość rzeki wynosi 277 km, a jej dorzecze zajmuje powierzchnię 10 700 km². W lecie rzeka wysycha. W jej dolinie leży miasto Serhetabat.